# یوانما (بازیکن فوتبال، زاده ۱۹۹۰)
یوانما (انگلیسی: Juanma؛ زادهٔ ۱۷ نوامبر ۱۹۹۰) بازیکن فوتبال اهل اسپانیا است.
از باشگاه‌هایی که در آن بازی کرده‌است می‌توان به باشگاه فوتبال هارت آف میدلوتیان، باشگاه فوتبال دپورتیوو آلاوس، و باشگاه فوتبال آستراس تریپولی اشاره کرد.